# Шеста македонска ударна бригада
Шеста македонска ударна бригада е комунистическа партизанска единица във Вардарска Македония, участвала в така наречената Народоосвободителна войска на Македония.
Създадена е в планината Славей на 6 септември 1944 година. Създадена от 1000 души и част от партизани от първа македонска ударна бригада и новодошли бойци. Печатен орган на бригадата е вестник Нашият глас. На 28 септември 1944 година влиза в състава на Четиридесет и осма македонска дивизия на НОВЮ. На 8 октомври бригадата напада Кичево. От средата на октомври бригадата влиза под командването на четиридесет и втора македонска дивизия на НОВЮ. Бригадата води битки със силите на Бали Комбетар до освобождаването на Гостивар на 18 ноември 1944 година. През втората половина на декември 1944 година бригадата е вкарана в състава на Четиридесет и девета македонска дивизия на НОВЮ.

## Състав[3]
- Драгутин Джорджевич – Алия – командир (от 6 септември 1944 до 1 януари 1945)
- Захари Трайковски – Бърко – заместник-командир (от 6 септември до края на септември 1944)
- Миле Филиповски – Максо – заместник-командир (от края на септември до 11 октомври 1944)
- Павле Кръстевски – Миякът – заместник-командир (от 11 октомври 1944)
- Киро Сотировски – Сатрогов – политически комисар
- Младен Милошевски – заместник-политически комисар
- Влайко Милачич – началник-щаб